# Auriculares de Apple

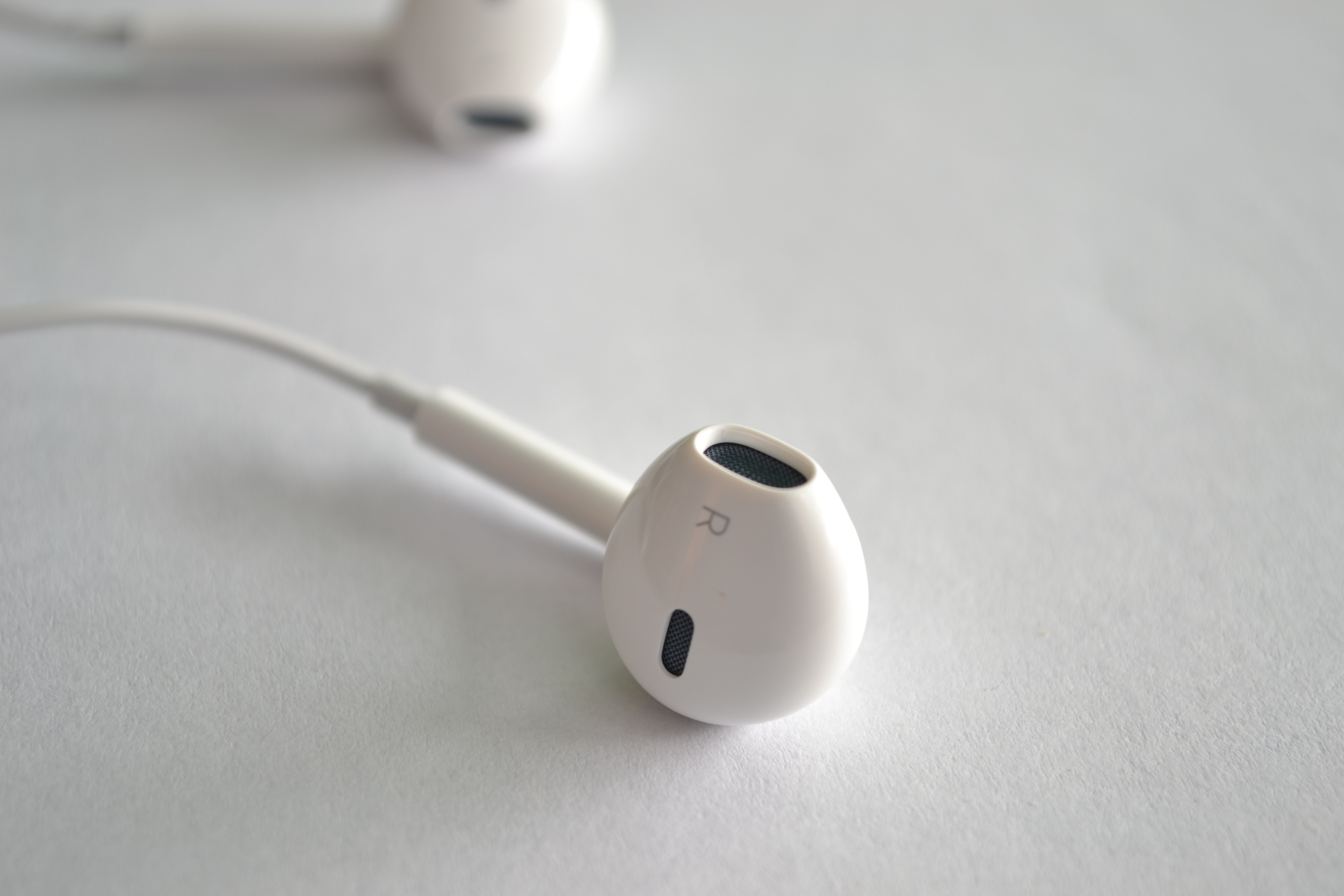
Apple EarPods, presentados el 12 de septiembre de 2012.

Los Auriculares de Apple (Apple EarPods) son unos auriculares blancos con mando a distancia y micrófono comercializados por Apple Inc. Se incluyen en todos los nuevos iPhone (hasta 2020) y iPod (hasta 2022), aunque también se venden de forma independiente. Su último rediseño, de septiembre de 2012, se caracteriza por tener una forma más ergonómica, con un mayor encaje en los oídos. De forma independiente, Apple comercializa una versión inalámbrica de estos auriculares, llamados AirPods.

## Historia

### Auriculares iPod

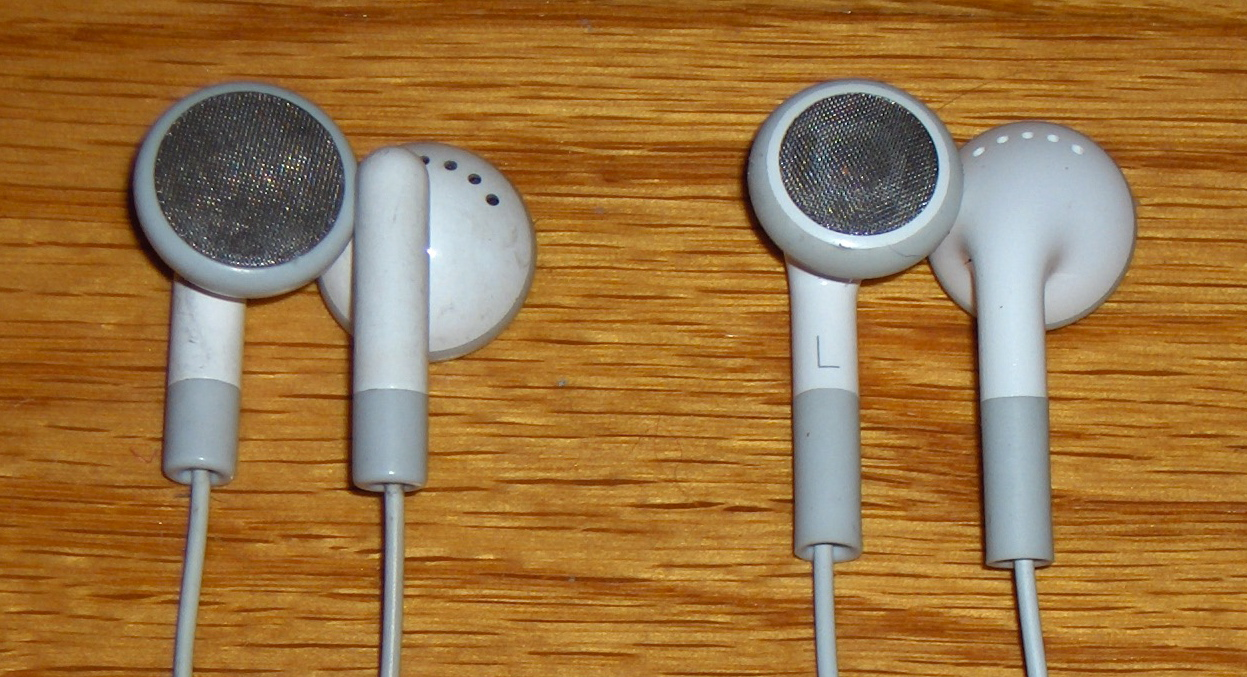
Comparativa entre los primeros modelos de auriculares de Apple para iPod.

Los primeros auriculares de Apple nacieron junto con el lanzamiento del iPod original; el 23 de octubre de 2001. Su característico diseño redondo y el éxito comercial del reproductor de música con el que se comercializaban alzó su popularidad y los convirtió en uno de los símbolos de la marca. Su éxito fue acentuado por las campañas de publicidad del iPod, donde los auriculares y su diseño blanco tenían un protagonismo fundamental y que sirvió para convertirlos en un icono popular. Fueron muy revolucionarios. 
Su diseño fue modificado ligeramente en la segunda generación de iPod para hacerlos algo más pequeños y se añadió un pasador para controlar la longitud del cable. Su tercer rediseño fue comercializado a partir del iPod video de quinta generación, el iPod nano de segunda generación y sus sucesores. En esta revisión se hizo ligeramente más pequeña la rejilla de los altavoces y se aumentó ligeramente la longitud del altavoz.

### Auriculares Apple con mando y micrófono

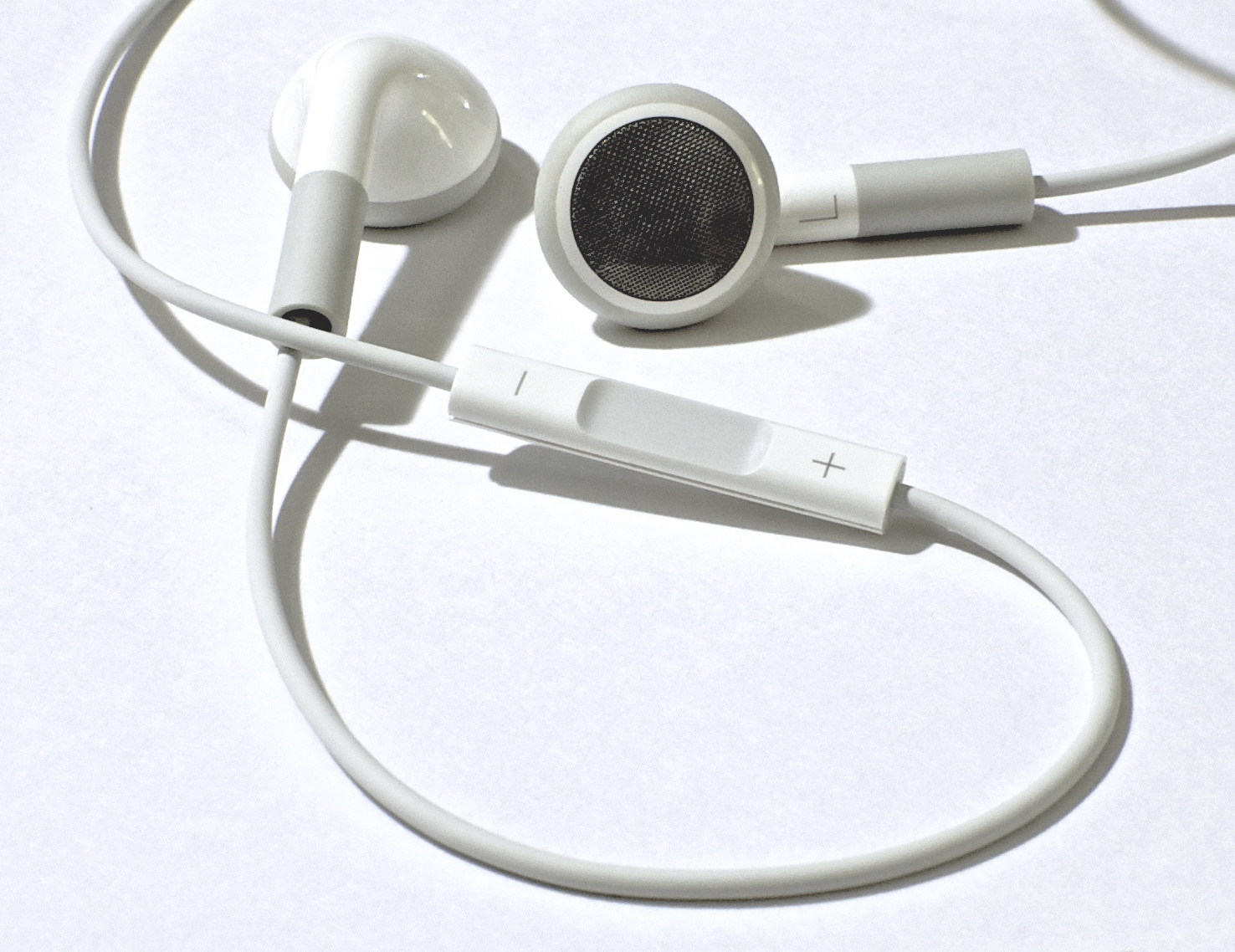
Diseño de los auriculares de Apple con mando y micrófono comercializados con el iPhone 3GS, iPhone 4 y iPhone 4S.

El primer gran rediseño de los auriculares de Apple llegó junto a la presentación del iPhone de primera generación en 2007. El diseño de los altavoces fue modificado para hacerlo más simple y redondeado que su predecesor y la calidad de sonido mejoró notablemente con respecto a sus predecesores. Otra de las principales novedades era la inclusión de una cápsula integrada en el cable donde se incorporaba un micrófono y un botón multifunción que permitía realizar algunas acciones en el iPhone, como pausar y reanudar la música o descolgar y finalizar llamadas. Este modelo también fue comercializado con el iPhone 3G y todos los modelos de iPod y iPod nano siguientes.
Los auriculares fueron actualizados en la versión incluida junto al iPhone 3GS, iPhone 4 y iPhone 4S. El diseño se mantuvo, pero se modificó el mando a distancia añadiendo botones dedicados para el control de volumen, además del botón principal. Una variante de esta generación sin micrófono se vendió junto al iPod shuffle de tercera generación.

### Apple EarPods

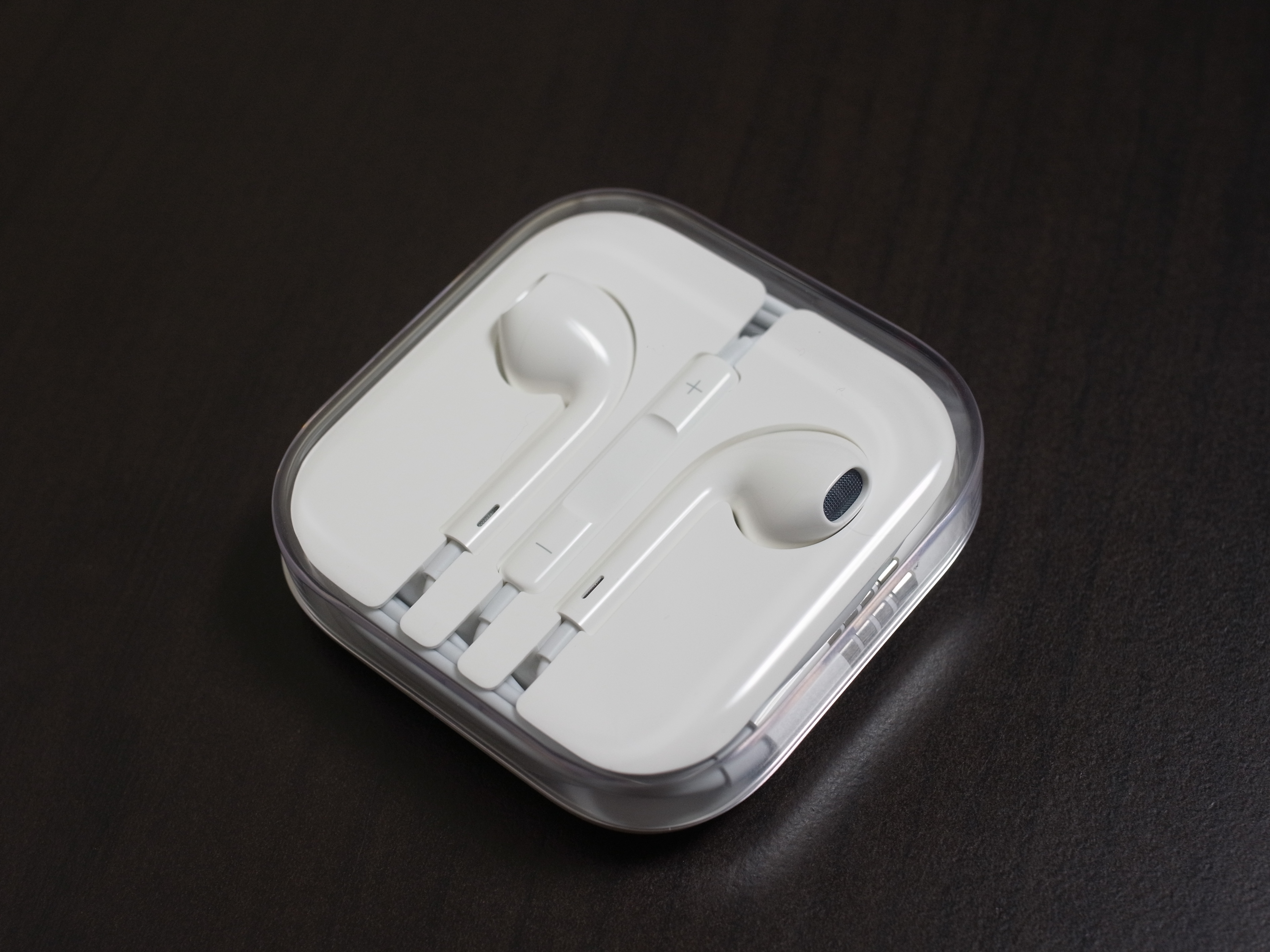
EarPods de Apple, lanzados en 2012, en su embalaje.

Tras cinco años sin cambios, los auriculares experimentaron el mayor rediseño de su historia junto al lanzamiento del iPhone 5, el 12 de septiembre de 2012. En primer lugar, se les otorgó una marca propia, pasando a denominarse «Apple EarPods».
La nueva generación poseía un nuevo hardware y un nuevo diseño ergonómico con una peculiar forma, enfocada a mejorar la comodidad y la sujeción a las orejas. También se rediseñó el altavoz para minimizar la pérdida de sonido y maximizar su salida, lo cual deriva en una notable mejora en la calidad de sonido con respecto a su predecesor. En palabras de su diseñador, Jonathan Ive, la inspiración para su diseño fue el traje de los personajes Stormtrooper, de la franquicia Star Wars.
El diseño de la cápsula donde se alojaban los controles de volumen y reproducción se mantuvo, aunque el micrófono fue mejorado, eliminando el orificio por el que antes entraba el sonido para integrarlo de forma invisible en los ensambles de la propia cápsula. En su reverso se añadió un icono con forma de micrófono donde antes estaba el orificio.
Con el lanzamiento del iPhone 7 en 2016, que dejaba de incorporar un puerto analógico de 3.5 mm, los auriculares mantuvieron su diseño y características pero pasaron a tener un conector Lightning en lugar del analógico. Para facilitar la compatibilidad de estos auriculares con otros dispositivos, estos modelos de iPhone se vendieron con un adaptador de Lightning a 3.5 mm.

## AirPods

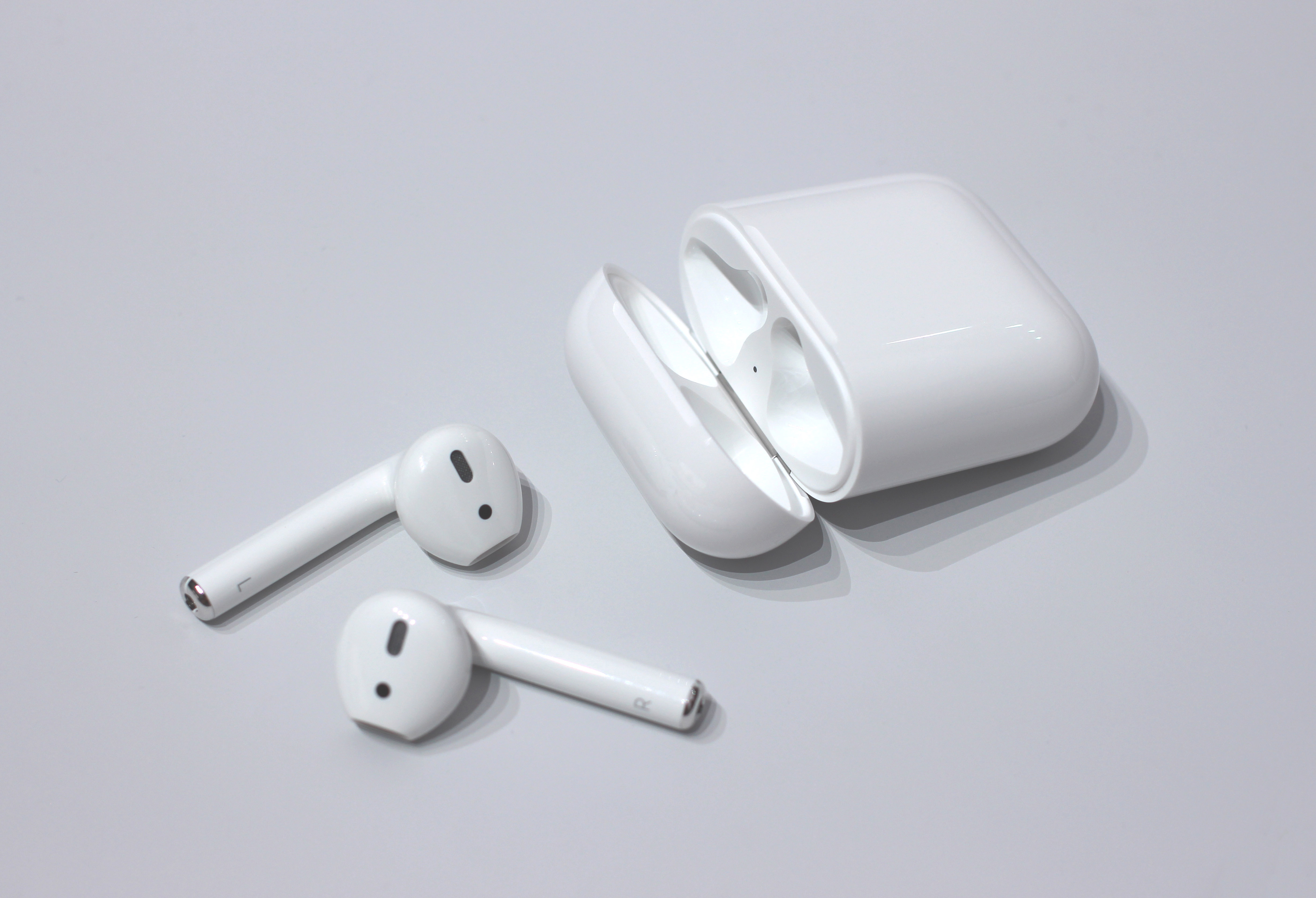
Apple AirPods y su estuche.

Los AirPods son una variante inalámbrica de los EarPods lanzada a finales de 2016 junto al lanzamiento del iPhone 7. Al contrario que estos últimos, no se incluyen con ningún dispositivo de Apple, sino que se venden por separado como un periférico alternativo de valor añadido.
Aunque sus altavoces tienen un diseño similar al de los EarPods, presentan grandes diferencias en su hardware. Los AirPods poseen micrófono, acelerómetro, sensores de infrarrojos y capacidades táctiles en ambas unidades. Tienen conectividad Bluetooth 4.0 y un procesador Apple W1, que controla su software y conectividad con los dispositivos a los que están emparejados.
La superficie táctil y el acelerómetro permite controlar los auriculares tocándolos, mientras que el receptor de infrarrojos permite pausar y reanudar la música automáticamente cuando no están en la oreja del usuario. Tienen una batería de cinco horas e incorporan un estuche en el que se recargan automáticamente cuando están guardados, pudiendo otorgarles hasta 24 horas más de batería. El estuche se carga mediante puerto Lightning.
Los AirPods son compatibles con los iPhone, iPad, Apple Watch y Mac. También son compatibles con cualquier otro dispositivo que admita conectividad Bluetooth, aunque su instalación es más compleja debido al sistema de emparejamiento automático que se usa en los dispositivos de Apple.